# دغمور

A laccolith intruding into and deforming strata

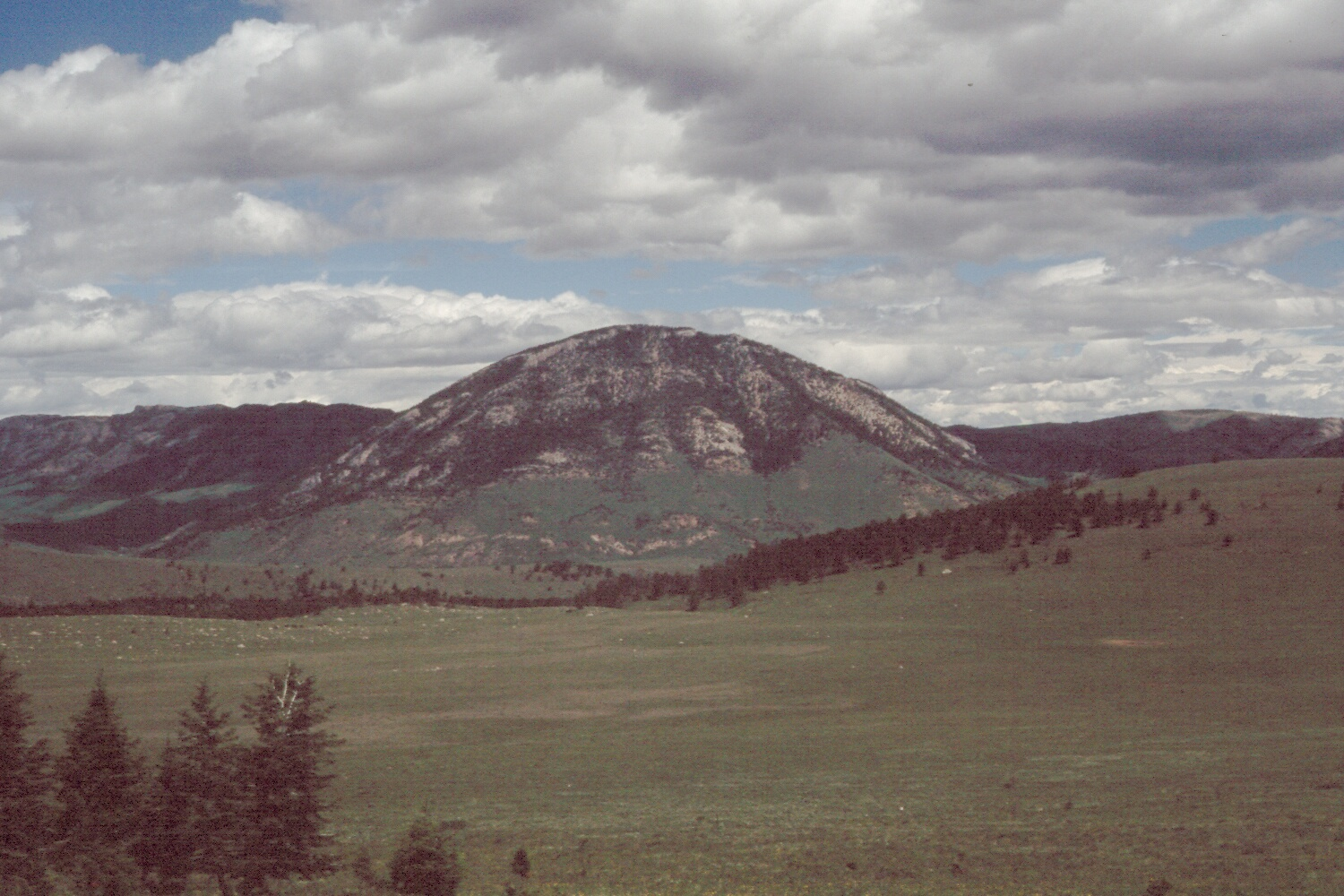
دغمور بعد انكشافه بعوامل التعرية في مُنتانة

الدُّغْمُور أو الصخر المُنْدَسّ أو الكتل النارية المحدبة (بالإنجليزية Laccolith)، هي كتل صخرية نارية كبيرة الحجم كانت في بداية تكونها صهيرًا صخريًا، ثم أندفع خلال طبقات صخرية رسوبية بقوة اندفاع غير كافية للوصول به إلى سطح الأرض على صورة طفوح بركانية، ولذلك بقى في الفراغات المنتشرة بين طبقات الصخور الرسوبية داخل القشرة الأرضية، ويبدو سطحها العلوي على هيئة بروز محدب الشكل متصل بخزانات الصهير من اجزاءه السفلية، إلا أنها أقل حجمًا من كتل الباثوليت، وحينما تظهر فوق سطح الأرض يرتبط وجودها بالتلال والجبال المحدبة الشكل مثل مرتفعات هنري لاسال ومترفعات أباجو في ولاية يوتا،
التكوين:
تتكون عندما تكون الصهارة عالية اللزوجة بحيث تضغط على ما فوقها من صخور فتثنى لأعلى مكونة ثنية (طية) محدبة.